# Kukeri Nunataks
Kukeri Nunataks är nunataker i Antarktis. De ligger i Sydshetlandsöarna. Argentina, Chile och Storbritannien gör anspråk på området.